# 阿利效应
阿利效应（英語：Allee effect）是生物学中的一个现象，它反映了在一个种群或物种中，种群规模或密度与平均个体適應度（通常按照每个个体的平均增长率计算）之间存在相关性。

## 历史和背景
虽然当时尚未命名“阿利效应”，但在20世纪30年代，沃德·克莱德·阿利就已将其概念阐述。通过实验研究，阿利证明：鱼缸中金鱼个体更多时，金鱼存活率更高。因此他得出结论：聚集可以提高个体的生存率，而且这种合作可能在社会结构的整体演化中是至关重要的。“阿利定律”（Allee principle）一词是在1950年代提出的，当时生态学领域的热点之一是探究物种间和种内的竞争。种群动态学的经典观点认为：由于对资源的竞争，种群的密度越高，总体增长率会越低；而种群密度越低，总体增长率会越高。换句话说，由于资源有限，个体总数更少时，群体中的个体生存条件会更好（参见逻辑斯谛增长）。然而，阿利效应的概念引入了不同的观点：当种群密度偏低时，情况正好相反。这不仅仅是因为繁衍后代的需求，一个物种中的个体往往需要其他个体的帮助才能生存。最明显的例子可在动物中观察到，牠们以群体形式捕食猎物，或在捕食者来袭时集体防御。

## 定义
阿利效应的普遍接受的定义是：个体的適應度随着种群密度的增加而提升，或者说，种群密度和个体适应度之间有正相关关系。阿利效应的情形有时被称为“过疏”，而且在漁業學中被视作“退偿”（depensation）的近义词（甚至同义词）。以下列出生态学文献中常用到的几种阿利效应子类。

### 成分阿利效应与种群阿利效应
成分阿利效应（component Allee effect）描述的是个体适应度的任何可测量成分与种群密度之间的正相关关系。种群阿利效应（demographic Allee effect）则是指个体的整体适应度与种群密度的关系之间的正相关关系。
两者之间的区别在于阿利效应的规模: 存在种群阿利效应就表明至少存在一种成分阿利效应，而存在成分阿利效应的并不一定就有种群阿利效应。例如，合作狩猎和更容易找到配偶的能力，都受到种群密度的影响，都属于成分阿利效应，因为它们影响单项的适应性。种群密度低时，这些成分阿利效应会累加起来，产生种群阿利效应（提高种群密度使适应度增加）。当种群密度达到较高水平时，资源竞争会抵消成分阿利效应，造成密度负相关，从而消除种群阿利效应。不过对于某些物种来说，即使在高密度的种群中也可能仍然存在阿利效应。

### 强阿利效应与弱阿利效应

可根据低密度时与密度的关系，对阿利效应进行分类。如果种群因密度低而收缩，则为强阿利效应。如果增殖率仍为正，则为弱阿利效应。

强阿利效应（strong Allee effect）是指具有临界种群规模或密度的种群阿利效应。弱阿利效应（weak Allee effect）是指没有临界种群规模或密度的种群阿利效应。
两者的区别取决于有关种群是否存在绝灭阈值。呈现弱阿利效应的种群在种群密度或规模较低时，个体平均增长率（与种群的个体适应性直接相关）较低。然而，即使在低的种群规模或密度下，种群仍然总是能能够增长。而强阿利效应的种群具有一个临界种群大小或密度，在此临界种群密度以下时，种群增长率为负值。因此，当种群密度或大小低于这个阈值时，若没有外部援救，种群将绝灭。强阿利效应通常更容易用的时间序列数据来实证，因为人们可以精确地指出种群规模或密度负增长的期间。

## 原理
由于其定义是种群密度和平均适应度之间的正相关，因此阿利效应产生的机制必然与生存和繁殖有关。一般而言，阿利效应的这些机制产生于物种个体之间的合作或互助。这种合作行为的例子包括更好的择偶条件、环境条件，以及集体防御捕食者。由于这些机制更容易观察到，它们往往被和阿利效应相关联。然而，阿利效应较不明显的机制，如近交衰退和性别比偏差也应予以考虑。

### 生态学原理
尽管存在许多阿利效应的生态机制，但文献中最常引用的导致阿利效应的行为有：择偶限制、合作防御、合作取食和环境调节。虽然这些行为被分为不同的类别，但它们可能是重叠的，而且往往要视情况而定（特定条件下才成立，例如合作防御只有在有捕食者或竞争对手存在的情况下才成立）。
择偶限制
择偶限制指的是在种群大小或密度较低的情况下，有性生殖很难找到一个能共处且发情的配偶。这在物种利用被动繁殖且移动能力低的情况下是一个普遍问题，例如浮游生物、植物和固着无脊椎动物。例如，風媒傳粉的植物在稀疏种群中的适应度较低，因为花粉成功落在同种植物上的可能性较低。
合作防御
聚集还有一个可能的好处是通过群体反捕食行为来保护自己不被捕食。在较低的密度下，许多种群表现出较高的警戒率。这种警惕性的提高可能导致花在觅食上的时间和精力减少，从而降低小群体中个体的适应性。狐獴就是这种共同警戒的典型案例。此外，另一些物种中的个体共同移动，以迷惑和躲避掠食者，如沙丁鱼群和椋鸟群等。当有更多的个体存在时，这种群集行为对捕食者的迷惑效果会更有效。
合作取食
某些物种还需要集体觅食才能生存。例如，像非洲野犬这样的成群捕食的物种，在小群体中不能有效地定位和捕获猎物。
环境调节/生境变更
环境调节一般是指个体为了物种的利益而共同努力改善其当前或未来环境的机制。这种改变可能涉及非生物（温度、波动等）或生物（毒素、激素等）环境因素的变化。太平洋鮭就可能如此，其产卵的个体的密度会影响后代的生存能力。产卵的鲑鱼迁移到淡水溪流中进行繁殖时，携带着牠们从海洋获得的营养物质，丰富了其死亡时周围的生境的营养，从而为数月后孵化的幼鲑创造更适合牠们的栖息地。。虽然看似令人信服，但是鲑鱼环境调节的案例并未得到经验证据的严格支持。

### 人为影响
根据古典经济学理论的预测，人类对物种种群的利用不太可能导致物种灭绝，因为要寻找最后几个个体的成本会急剧上升，超过在市场上出售这些个体所获得的固定价格的回报。然而，当稀有物种比普通物种更受欢迎时，稀有物种的价格可能会超过高昂的捕获成本。这种现象可能会产生一种“人为”的阿利效应，即稀有物种灭绝，但普通物种被可持续地捕获。人为阿利效应已成为经济市场对濒危物种的威胁的典型例子。然而，最初的理论是用二维模型的一个维度分析来假设的。事实证明，二维分析得到的是人类开发利用者和生物种群空间的阿利曲线，而区分注定灭绝的物种和可存续的物种的曲线可能相当复杂。即使是非常庞大的种群数量，也有可能超过最初提出的灭绝路径的阿利阈值。

### 遗传机制
种群规模的减小可能导致遗传多样性的丧失，由于遺傳變異在物种进化潜力中的作用，这可能导致可观察到的阿利效应。随着物种的个体数减少，其基因库的规模也随之缩小。这种种群瓶颈的一个可能结果是，物种的适应度由于遗传漂变过程和近交衰退而降低。物种整体适应性的降低是由种群中有害突变的累积造成的。一个物种的遗传变异可能有益，也可能有害。然而，在较小规模的基因库中，突变出现有害等位基因成为固定的随机事件（遗传漂变）的几率较高。虽然进化理论认为，被表达的有害等位基因应该通过自然选择被淘汰，但自然淘汰只在消除高度有害的等位基因上是高效的。轻度有害等位基因，例如在生命后期才起作用的基因，不太可能被自然选择移除，相反，新获得的有益突变，相比在大的基因库，更可能在小的基因库中随机地失传。
虽然一些低遗传变异度物种的长期种群持续，在近来引发了关于近交衰退的普适性的争论，但是有各种各样的实验证据可以证明遗传阿利效应。濒危的佛羅里達山獅（Puma concolor coryi）就是这样一例。佛羅里達山獅在20世纪90年代初经历了种群瓶颈，种群数量减少到大约25只成年个体。这种遗传多样性的减少与精子质量低下、睾丸激素水平异常、卷发和尾巴扭曲等缺陷呈现相关性。作为回应，一项基因拯救计划开始实施，几只来自德克萨斯州的雌性美洲狮被引入了佛罗里达州的种群。这一行动迅速减少了过去由近亲繁殖导致的缺陷。虽然这种近交衰退的时间尺度比那些更直接的阿利效应更长，但它对物种的长期存续有着重大影响。

### 种群统计随机性
种群统计随机性（demographic stochasticity）是指在有限规模的种群中，随机抽样引起的种群增长的变化。在小种群中，种群统计随机性会降低种群增长率，产生类似于阿利效应的影响，增加种群绝灭的风险。然而，种群统计随机性能否视为阿利效应的一部分尚有争议。阿利效应的最新定义考虑了种群密度和个体平均适应度之间的相关性。因此，由出生和死亡事件引起的随机波动不会被认为是阿利效应的一部分，因为灭绝风险的增加不是种群内个体命运变化的结果。
同时，当种群统计随机性导致性别比率波动时，可以说，随着种群的下降，它降低了平均个体适应度。例如，小规模种群的波动导致一种性别的稀缺，又限制了异性交配的机会，降低了个体在种群中的适应性。这种阿利效应在一夫一妻制物种中可能比一夫多妻制物种中更普遍。

## 对于扩大中的种群的效应
人口学和数学研究表明，阿利效应会降低种群扩散的速度，甚至可以防止生物入侵。
最近基于时空模型的结果表明，阿利效应也可以促进扩大中种群的遗传多样性。这些结果与认为阿利效应具有净负面后果的普遍观点相左。降低个体在定殖前线的生长速度的同时，其定殖速度也降低了，使来自种群核心的基因多样性在前线留存。阿利效应也影响多样性的空间分布。不包括阿利效应的时空模式产生遗传多样性的垂直格局（即遗传组分的强结构性空间分布），而包括阿利效应的时空模式产生遗传多样性的“水平格局”（即空间上没有遗传分化）。

## 数学模型
可用三次增长模型给出一个简单的阿利效应的数学表达：
{\displaystyle {\frac {dN}{dt}}=rN\left({\frac {N}{A}}-1\right)\left(1-{\frac {N}{K}}\right),}
其中种群规模的增长率dN/dt在{\displaystyle 0<N<A}的条件下为负，在{\displaystyle A<N<K}的条件下为正（假定{\displaystyle 0<A<K}）。它是一个偏离的逻辑斯谛增长方程，其原型为：
{\displaystyle {\frac {dN}{dt}}=rN\left(1-{\frac {N}{K}}\right)}
其中，
N = 种群规模；
r = 内禀增长率；
K = 环境承载力；
A = 临界点；
dN/dt = 个体数增长率。
等式两边除以种群规模N后，逻辑斯谛增长中，等式左边代表平均种群增长率，是种群规模N的因变量，在整个种群规模范围内，随着N的增加而下降。相比之下，当存在阿利效应时，在种群规模为[0,N]的范围内，平均增长率随N的增加而增加。
时空模型也可以考虑阿利效应。用反应-扩散模型给出一个简单的例子如下：
{\displaystyle {\frac {\partial N}{\partial t}}=D{\frac {\partial ^{2}N}{\partial x^{2}}}+rN\left({\frac {N}{A}}-1\right)\left(1-{\frac {N}{K}}\right),}
其中，
D = 扩散系数；
{\displaystyle {\frac {\partial ^{2}}{\partial x^{2}}}} = 一维拉普拉斯算子。
当一个种群由小的亚种群组成时，附加因素的阿利效应会出现。
如果亚种群受到不同环境变化的影响（例如，一个亚种群发生灾难而不影响其他亚种群），但仍然允许个体在亚种群之间迁移，则单个亚种群比整个种群更有可能灭绝。在一个亚种群数量减少的灾难性事件的情况下，来自另一个亚种群地点的个体可能能够重新在该地区定居。
如果所有的亚种群都受到相同的环境变化的影响（例如，若一场灾难影响了一个亚种群，那么它也会影响到所有亚种群），那么种群的分裂对种群是有害的，并增加了整个种群灭绝的风险。在这种情况下，小规模亚种群的好处（亚种群的损失对物种整体并非灾难性的）对物种没有任何帮助，但其缺点（近交衰退、遗传多样性丧失和环境不稳定导致的脆弱性上升）却暴露无遗，此时大规模单个的种群对物种更有利。

## 聚集的阿利定律
出现聚集的结果是由于个体聚集以回应以下因素：栖息地或景观的地方差异、日常和季节性天气变化，生殖过程，或作为社会吸引力的结果。

### 延伸阅读
- Principles of animal ecology. 1949.
- . . 2005  [2018-11-26]. ISBN 978-1-55963-662-9. （原始内容存档于2020-07-25）.